# LXDE
LXDE, voluit Lightweight X11 Desktop Environment, is een desktopomgeving voor  Linux en andere Unix-achtige systemen. Het is een lichtgewicht desktopomgeving, bedoeld voor minder krachtige computers. De hardware-eisen zijn dan ook relatief laag in vergelijking met GNOME of KDE. LXDE is sneller dan Xfce, maar beschikt over minder ingebouwde functionaliteit.
Alle onderdelen van LXDE zijn geschreven in GTK+. De meeste onderdelen van LXDE zijn onafhankelijk van elkaar te installeren. De bestandsbeheerder van LXDE is PCManFM, vergelijkbaar met Thunar. LXDE is voornamelijk geschreven in de programmeertaal C.

## Functies
- Bureaubladachtergrond veranderen
- Snel wisselen tussen vensters met Alt+Tab
- Menu met applicaties, onderverdeeld in categorieën
- Afbeeldingen bekijken met GPicView

## Onderdelen
Volgende programma's kunnen deel uitmaken van LXDE, maar zijn lang niet altijd allemaal inbegrepen:
- GPicView, een lichtgewicht programma voor het bekijken van afbeeldingen
- LXAppearance, een programma waarmee thema's, iconen en lettertypen geconfigureerd kunnen worden wanneer gebruik wordt gemaakt van GTK+
- LXLauncher, een starter voor software, ontwikkeld voor netbooks (weinig gebruikt)
- LXPanel, een paneel voor LXDE (taakbalk)
- lxrandr, een programma waarmee scherminstellingen waaronder resolutie en verversingssnelheid kunnen worden ingesteld
- LXTask, een lichtgewicht taakbeheerder
- LXTerminal, een terminalemulator
- menu-cache, een daemon die het LXDE-menu automatisch genereert
- Openbox, de standaard windowmanager van LXDE
- PCManFM, de bestandsbeheerder van LXDE met desktopintegratie (beheert ook de bureaubladiconen)
- LXMusic, een eenvoudige muziekspeler
- LXDM, een displaymanager

Verder zijn volgende onderdelen standaard onderdeel van LXDE:
- lxde-common, de standaardinstellingen voor de LXDE-onderdelen
- lxde-icon-theme, het standaardthema van LXDE
- lxmenu-data, een verzameling van bestanden, zodat de freedesktop.org-richtlijnen worden opgevolgd
- LXSession (voorheen lxsession-lite), een X11-sessiebeheerder

## Screenshots

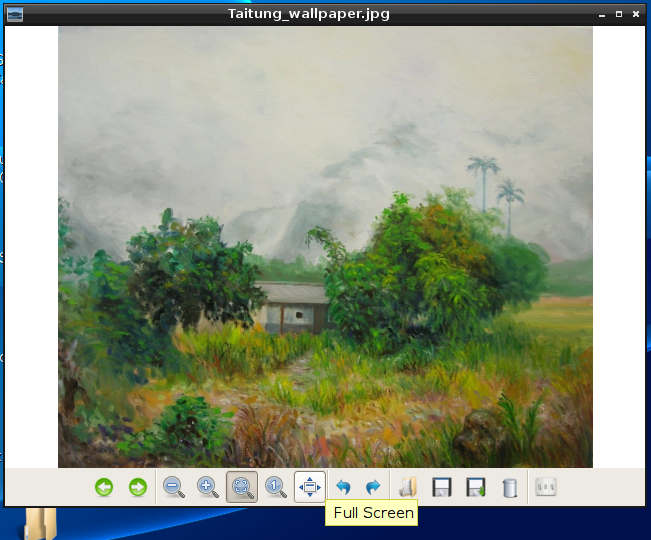
gpicview, de fotoviewer van LXDE
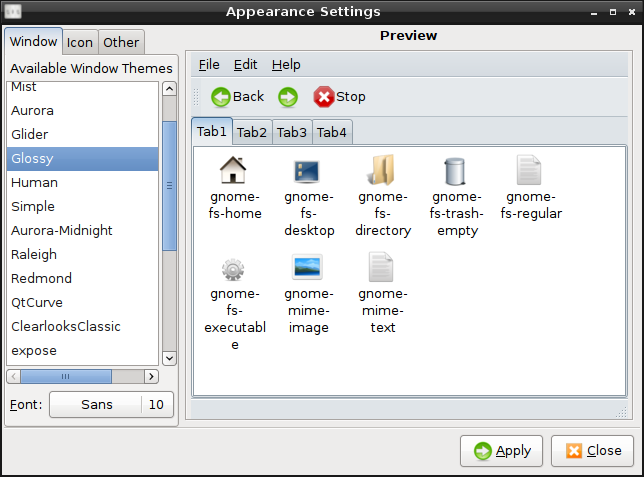
LXAppearance
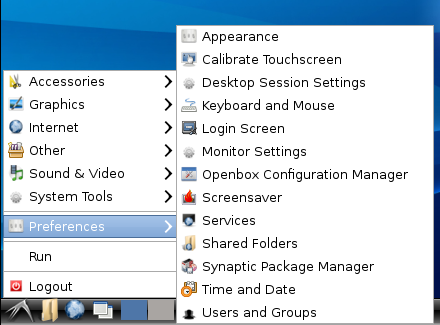
LXPanel
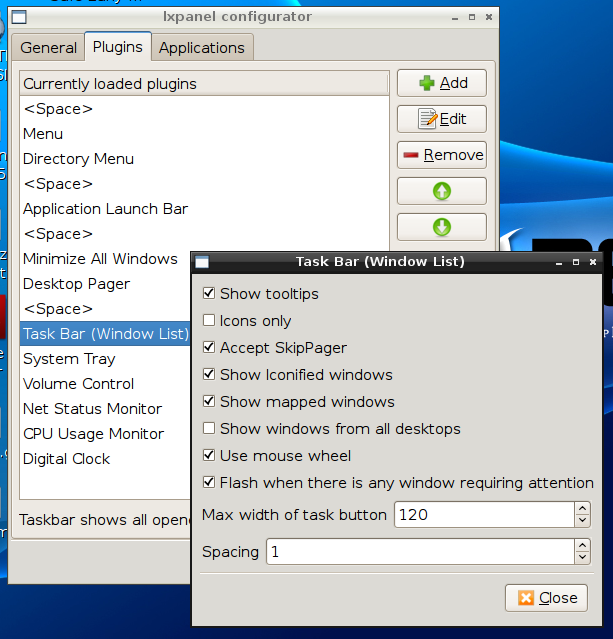
LXPanel Preferences
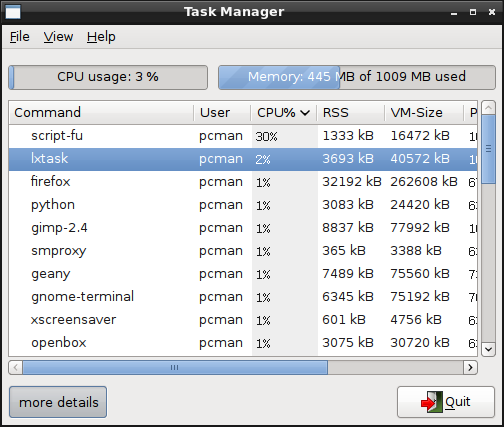
LXTask
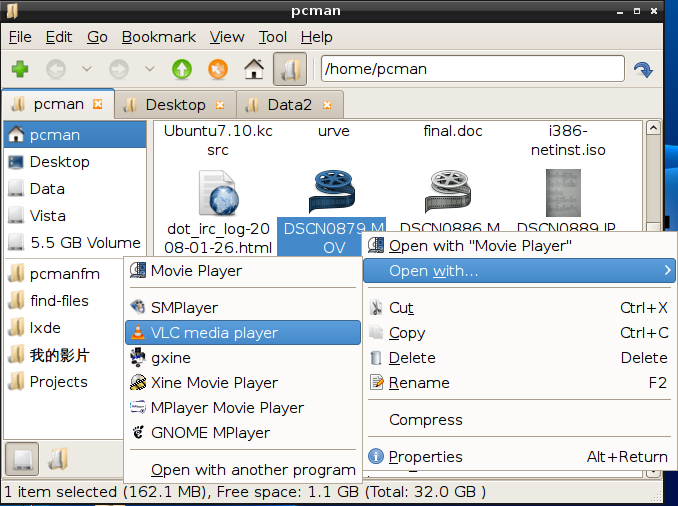
PCManFM